# Campionato europeo femminile under 18 di calcio 2001
Il Campionato europeo femminile under 18 di calcio 2001 è stata la quarta edizione del torneo che, organizzato con cadenza annuale dall'Union of European Football Associations (UEFA), è riservato alle rappresentative nazionali di calcio femminile giovanili dell'Europa le cui squadre sono formate da atlete al di sotto dei 18 anni d'età, in questa edizione dopo il 1º gennaio 1983.
La fase finale si è giocata in Norvegia dal 26 al 28 luglio 2001, riproponendo la formula della precedente edizione che vedeva ammesse quattro squadre che si sono affrontate in un torneo a eliminazione diretta.
La Germania ha vinto il titolo per la seconda volta nella sua storia sportiva, battendo in finale la Norvegia con il risultato di 3-2.

## Qualificazioni
La competizione viene disputata da 33 nazionali affiliate alla UEFA, il maggior numero di squadre iscritte al torneo fino a quel momento, riproponendo la formula della precedente edizione che prevedeva tre fasi.

### Squadre qualificate
La seguente tabella riporta le otto nazionali qualificate per la fase finale del torneo.
| Nazionale | Metodo di qualificazione | fasi finali disputate | Ultima qualificazione | Migliore risultato nel torneo |
| --------- | ------------------------ | --------------------- | --------------------- | ----------------------------- |
| Danimarca | Vincitrice gruppo ??     | 2                     | 1998                  | Campione (1998)               |
| Germania  | Vincitrice gruppo ??     | 4                     | 2000                  | Campione (2000)               |
| Norvegia  | Vincitrice gruppo ??     | 2                     | 1999                  | Fase a gironi (1999)          |
| Spagna    | Vincitrice gruppo A3     | 2                     | 2000                  | Semifinale (2000)             |

## Fase finale

### Semifinali
| Arbitro: | Dagmar Damková |

|              |           |  |
| Andersen 80’ | Marcatori |  |

| Drammen 26 luglio 2001                                      | Germania  | 2 – 0 | Spagna | Marienlyst Stadion (100 spett.) |
| \| \| \| \| \| Barucha 31’ Wimbersky 88’ \| Marcatori \| \| |           |       |        |                                 |
|                                                             |           |       |        |                                 |
| Barucha 31’ Wimbersky 88’                                   | Marcatori |       |        |                                 |

### Finale per il terzo posto
| Lillestrøm 28 luglio 2001                  | Danimarca | 1 – 0 referto | Spagna | Åråsen Stadion |
| \| \| \| \| \| Gade 74’ \| Marcatori \| \| |           |               |        |                |
|                                            |           |               |        |                |
| Gade 74’                                   | Marcatori |               |        |                |

### Finale
| Arbitro: | Siemen Mulder |

|                  |           |                                       |
| Knutsen 32’, 83’ | Marcatori | 9’ Wilmes 59’ Wimbersky 85’ Odebrecht |